# Замишляк Григорій Михайлович
Замишляк Григорій Михайлович (19 жовтня 1955—18 жовтня 2015) — морський піхотинець СФ, старший прапорщик ЗС РФ. Герой Росії (1995).

## Життєпис
Народився 19 жовтня 1955 в с. Бандурове Гайворонського р-ну Кіровоградської області Української РСР.
Закінчив школу мічманів та прапорщиків (1977). Служив у 61-й окремій Кіркенеській Червонопрапорній бригаді морської піхоти ПФ: командир взводу, інструктор десантно-штурмової роти 876-го десантно-штурмового батальйону.
У січні 1995 брав участь у бойових діях в Чеченській республіці. За мужність і героїзм удостоєний звання Героя.
У 1996 відбув для проходження служби у військовій частині в м. Астрахань. З 2004 — в запасі. Жив в Астрахані.